# الوتنانگو
الوتنانگو (به اسپانیایی: Alotenango) یک منطقهٔ مسکونی در گواتمالا است که در استان ساکاتپکس واقع شده‌است.

## خصوصیات
الوتنانگو ۱۵٬۸۴۸ نفر جمعیت دارد.